# Uvaldo Luna
Uvaldo Luna Martínez (ur. 12 grudnia 1993 w Houston) – meksykański piłkarz z obywatelstwem amerykańskim występujący na pozycji cofniętego napastnika lub skrzydłowego.

## Kariera klubowa
Luna, syn meksykańskich imigrantów, urodził się w mieście Houston w Teksasie, lecz jeszcze jako dziecko przeniósł się do Meksyku. Jest wychowankiem klubu Tigres UANL z siedzibą w Monterrey, do którego seniorskiego zespołu został włączony w wieku dziewiętnastu lat przez szkoleniowca Ricardo Ferrettiego. Pierwszy mecz rozegrał w niej w lipcu 2013 z Cruz Azul Hidalgo (0:1) w ramach krajowego pucharu (Copa MX), a w wiosennym sezonie Clausura 2014 wygrał wraz z Tigres te rozgrywki. Wobec wielkiej konkurencji o miejsce w składzie występował jednak niemal wyłącznie w lidze młodzieżowej lub rezerwach i w Liga MX zadebiutował dopiero 17 stycznia 2015 w wygranym 2:0 spotkaniu z Leónem. W tym samym roku dotarł z ekipą Ferrettiego do finału najbardziej prestiżowych rozgrywek Ameryki Południowej – Copa Libertadores, a w jesiennym sezonie Apertura 2015 wywalczył mistrzostwo Meksyku, lecz sam odgrywał wówczas marginalną rolę w drużynie (zaledwie jeden występ).
W lutym 2016 Luna został wypożyczony do kolumbijskiego zespołu Patriotas FC z miasta Tunja.
| Sezon     | Klub           | Kraj     | Rozgrywki        | Mecze    | Bramki   |
| --------- | -------------- | -------- | ---------------- | -------- | -------- |
| 2008/2009 | Tigres SD      | Meksyk   | Tercera División | 1        | 0        |
| 2009/2010 | Tigres SD      | Meksyk   | Tercera División | 15       | 6        |
| 2010/2011 | Cachorros UANL | Meksyk   | Segunda División | 9        | 2        |
| 2011/2012 | Cachorros UANL | Meksyk   | Segunda División | 5        | 0        |
| 2012/2013 | Tigres UANL    | Meksyk   | Liga MX          | juniorzy | juniorzy |
| 2013/2014 | Tigres UANL    | Meksyk   | Liga MX          | juniorzy | juniorzy |
| 2014/2015 | Tigres UANL    | Meksyk   | Liga MX          | 1        | 0        |
| 2015/2016 | Tigres UANL    | Meksyk   | Liga MX          | 1        | 0        |
| 2016      | Patriotas FC   | Kolumbia | Liga Águila      |          |          |

## Kariera reprezentacyjna
Dysponujący podwójnym obywatelstwem Luna początkowo uczestniczył w obozach przygotowawczych amerykańskich reprezentacji narodowych (prowadzonych przez Taba Ramosa), jednak w późniejszym czasie zdecydował reprezentować Meksyk na arenie międzynarodowej. W lutym 2013 został powołany przez szkoleniowca Sergio Almaguera do reprezentacji Meksyku U-20 na Mistrzostwa Ameryki Północnej U-20, podczas których rozegrał wszystkie pięć możliwych spotkań (z czego trzy w wyjściowym składzie), natomiast jego kadra, pełniąca wówczas rolę gospodarzy, triumfowała w tych rozgrywkach, pokonując w finale po dogrywce USA (3:1). Trzy miesiące później wziął udział w prestiżowym towarzyskim Turnieju w Tulonie, gdzie również miał pewne miejsce w składzie – wystąpił we wszystkich czterech meczach (w dwóch w pierwszej jedenastce), zajmując ze swoją ekipą trzecie miejsce w grupie, niepremiowane awansem do fazy pucharowej. W czerwcu 2013 znalazł się w składzie na Mistrzostwa Świata U-20 w Turcji. Tam rozegrał trzy z czterech możliwych meczów (jeden w wyjściowej jedenastce) i strzelił gola w konfrontacji fazy grupowej z Mali (4:1), zaś Meksykanie odpadli z młodzieżowego mundialu w 1/8 finału, ulegając w nim Hiszpanii (1:2).
W 2014 roku Luna jako zawodnik olimpijskiej reprezentacja Meksyku U-23 prowadzonej przez Raúla Gutiérreza, wziął udział w Igrzyskach Ameryki Środkowej i Karaibów w Veracruz. Podczas tego turnieju był jednak rezerwowym zawodnikiem swojej drużyny i rozegrał dwa z pięciu meczów (tylko jeden z nich w pierwszym składzie), a Meksykanie, będący wówczas gospodarzami igrzysk, wywalczyli złoty medal na męskim turnieju piłkarskim po pokonaniu w finale Wenezueli (4:1). Rok później po raz kolejny został powołany na Turniej w Tulonie, na którym zanotował trzy z czterech możliwych występów (jeden jako gracz podstawowej jedenastki), wraz z zespołem – podobnie jak przed dwoma laty – zajmując trzecią lokatę w grupie. W październiku 2015 znalazł się w składzie na północnoamerykański turniej kwalifikacyjny do Igrzysk Olimpijskich w Rio de Janeiro, gdzie wystąpił w trzech z pięciu konfrontacji (jedną w wyjściowym składzie), zaś jego drużyna triumfowała w rozgrywkach po pokonaniu w finale Hondurasu (2:0).